# 462 a.C.
Il 462 a.C. (CDLXII a.C. in numeri romani) è un anno  del V secolo a.C.

## Eventi
- Roma: 
  - consoli Lucio Lucrezio Tricipitino e Tito Veturio Gemino Cicurino
  - Gaio Terentilio Arsa è Tribuno della plebe, propone di istituire una commissione di 5 uomini col compito di mettere per iscritto i Mores (Costumi). Venne chiamata Lex Terentilia ma non vide mai luce.

## Morti
- Lucio Lucrezio Tricipitino, politico e militare romano
- Tito Veturio Gemino Cicurino, politico e militare romano